# Коноп
 Тази статия е за растението.  За селото в Североизточна България вижте Коноп (село).  За психоактивния продукт вижте Марихуана.
Коноп (Cannabis) или канабис е род покритосеменни растения от семейство Конопови. Обикновено се отглежда заради здравите си влакна 
(попул. кълчища), високата скорост на растеж и мазнините в семената. От някои сортове коноп (на латински канабис) може да се добива и марихуана. Популярното народно название е гръсти.

## Видове
- Cannabis sativa
- Cannabis indica
- Cannabis ruderalis

## Произход на названието
В асирийския език с думата qunnabu се означава „дъхавост“ – вероятно тази на семето или цвета на въпросното растение. Допуска се, че тя има отношение към скитската kanabis.
В европейските езици навлиза от скитската kanabis, а според някои и тракийска, която е свързана с осетинската гӕн (gæn), хотано-сакската kaṃhā, кюрдската kinif и персийските کنب ‎(kanab) и کنف ‎(kanaf). По всяка вероятност при общуването на скитите с древните гърци думата преминава в древногръцкия език като κάνναβις ‎(kánnabis), а оттам и в латинския като cannabis.
В протогерманския език думата е hanapiz /ˈxɑ.nɑ.piz/, от която са староанглийската hænep, нейните наследници средноанглийската, шотландската и съвременната английска hemp, немската Hanf, норвежката hamp. Английската kenaf, с която се означава видът Hibiscus cannabinus, е от персийската کنف ‎(kanaf).
В българския език, напоследък по-рядко, за текстилен продукт, произведен от обикновен коноп се използва думата "канаваца", вероятно заета от гръцката "κανναβάτσο" (kannavátso), която от своя страна произхожда от древногръцката κάνναβις (kánnabis).

## История
Конопът е познат на човечеството от хиляди години – това е една от най-старите растителни култури на света. В миналото части от растението са се използвали за направа на облекло, на въжета за мореплаването, както и по нивите. Там, където е имало коноп, почти не е имало подземни вредители – сляпо куче, попово прасе и други.
В съвремието някои видове канабис се използват от хората за развлечение, тъй като в растението се съдържат тетрахидроканабинол. Канабисът спада към слабите наркотични вещества и поради тази причина е декриминализиран в някои страни.
Конопът е едно от първите облагородени от човека растения – още от времето на неолита, вероятно в Азия. Впоследствие заедно с миграциите и военните кампании се е разпространил на всички континенти. Според основни литературни и археологични източници в периода от 1000 г. пр.н.е. до 1883 г. канабисът (или конопът) е сред най-развитите селскостопански култури на планетата. Той се използва като основна суровина при производство на въжета, текстил, в маслодобивната, хартиената и др. промишлености.

## Индустриално приложение на конопа

### Влакната ("фибрите") на стъблото
Това са влакната ("фибрите") от периферната част на стъблото. Използвали са се за ушиване на облекла в Китай – 600 г. пр. Хр. и в Европа през средните векове. Облеклото на кралете в Европа често е било произвеждано от смес на коноп и лен. Първата библия на Гутенберг е отпечатана на хартия, произведена от коноп. Хартия от коноп е използвана до XIX век. В началото на XX век в Европа конопът е заменен с памук, произхождащ от САЩ. В по-близкото минало тези устойчиви на износване и лесно достъпни влакна са служели за производство на военни облекла по време на двете световни войни. Към края на Втората световна война те са заменени със синтетични влакна с по-равномерна сплитка. Дълго време те се използват и за производство на банкноти, преди да се заменят с коприва. Използват се също за производство на въжета и канапи, както и за производство на корабни ветрила.
Централната част на стъблото се използва за производство на абсорбиращи постелки за животни с много добро качество, както като абсорбант, така и за контрол на миризмата.
От конопените влакна се изработват изолационни материали във форма, подобна на минералната вата. Конопената вата е много добър топлинен изолатор, конкурент на минералните вати, защото не създава здравни проблеми (азбестът и минералната вата са канцерогенни заради много късите фибри, от които се състоят, и които навлизат дълбоко в бронхите). Най-големият производител на строителни изолации от коноп се намира в Изер, Франция.

### Олио
Като гориво е използвано от Рудолф Дизел при създаването на неговия дизелов двигател, нафтата се появява много по-късно.
Олиото, получено чрез пресоване на конопени зърна, има отлична диетична репутация поради съдържанието на мастни киселини от тип омега 3. Нефилтрираното олио има силно наситен зелен до черен цвят. Има вкус на лешник. Може да се намери в някои биомагазини на Западна Европа на цена около 40 евро за литър.
Извлеченото от конопени зърна масло има сикативни свойства (способства бързото изсъхване), за разлика от лененото. Прилага се при производството на бои, лакове, мастила и други. Конопът се използва за различни видове специални хартии – за банкноти, цигари и др. От конопените влакна се правят кълчища за изработката на технически продукти с висока здравина и износоустойчивост.

## Обработка на конопа
Ожънатите стръкове коноп се подлагат на предварителна обработка – накисване във вода в продължение от 10 до 14 дни. Водата разрушава горния тънък епидермисен слой и след „изпиране“ стеблата се подлагат на натрошаване, за да се отделят на влакната от стеблото. Популярният просторечен израз „мънене на гръста, докато излезе пъздерката“ обозначава натрошаването с бухалка на вътрешността (пъздерки на вид, размер и цвят като бели фасове от цигара) на стеблото на снопите коноп. Отделеното конопено лико (кълчища) се подлага на следваща обработка, характерна за материалите за текстил, като се произвежда конопена нишка в зависимост от предназначението. Кълчищата все още се използват за уплътняване на водопроводни съединения.